# Birger Lindskog
Gustav Uno Birger Lindskog, född 23 september 1914 i Långseruds församling, Värmlands län, död 17 augusti 1997 i Uppsala, var en svensk socialantropolog och sociolog.
Lindskog, som var son till kantor Gösta Lindskog och Elisabeth Nilsson, blev filosofie kandidat vid Stockholms högskola 1942, teologie kandidat vid Uppsala universitet 1945, filosofie licentiat 1946, filosofie doktor 1954 och docent i socialantropologi vid Uppsala universitet från samma år. Han var amanuens vid Överstyrelsen för yrkesutbildning 1944–1945, blev tillförordnad universitetslektor i sociologi vid Uppsala universitet 1961 och universitetslektor i sociologi där 1966. Han ledamot av socialdepartementets utredningskommitté för behandlingsforskning vid ungdomsvårdsskolor 1961. Han var förste kurator i Värmlands nation 1946–1947, sekreterare i Sveriges docentförbund 1957–1958, blev medlem av Letterstedtska föreningen 1959 och hedersledamot i Värmlands nation 1960.